# 椋橋総社

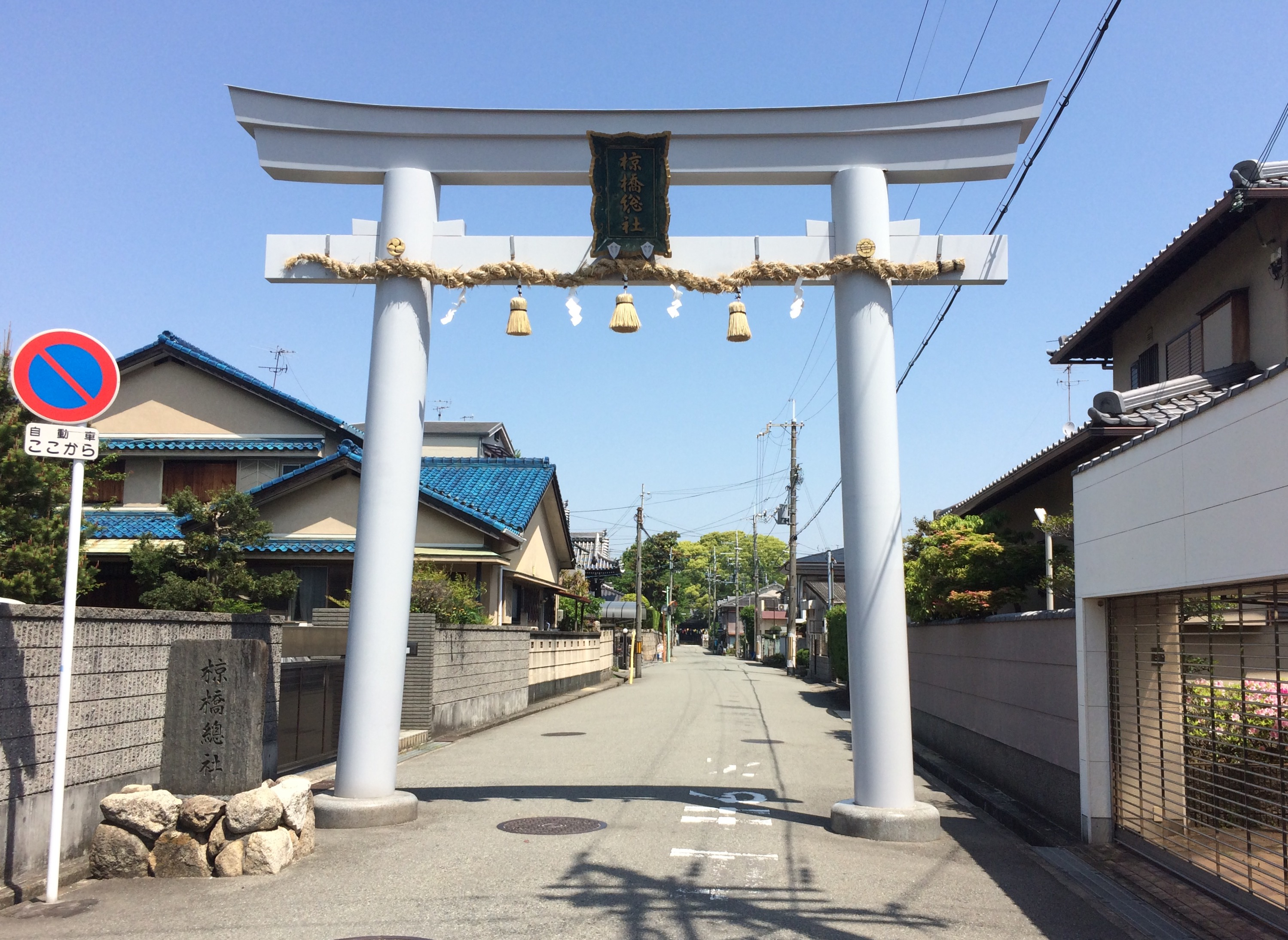
鳥居

椋橋総社（くらはしそうしゃ）は、大阪府豊中市庄本町に鎮座する神社。鯉伝説が古くから知られており、別称を「鯉の宮」ともいう。

## 歴史

### 由緒
当神社は古来より東西椋橋荘（くらはしのしょう、12世紀半ばに、摂関家領椋橋荘が椋橋東荘と椋橋西荘に分立してできた荘園で、猪名川と神崎川の合流点、現在の大阪府豊中市南西部と兵庫県尼崎市戸ノ内町付近に位置した）の中央である荘本（庄本）に鎮座し、同荘の総産土神で、椋橋総社又は椋橋荘神前松原の社とも称する。遠き神代の御時、素盞嗚之尊が高天原より鯉に乗り、神前（神崎）の水門を経て当荘に御降臨なされたことにより、崇神天皇7年（紀元前91年）11月、椋橋部連（むらじ）の祖、伊香我色乎命（いかがしこをのみこと）が斎い定め祀ったと伝えられている。椋橋荘は正史にも明らかな地で、椋橋部連（むらじ）とその部曲民の住む土地であった。この荘の区域は猪名川を境にして東西に別れ、東椋橋荘が石蓮寺、寺内、浜、長嶋、三津屋、野田、牛立、菰江、上津島、嶋田、今在家、洲到止、荘本（庄本）、島江、以上14ヶ村と、西椋橋荘が高田、神崎、戸の内、推堂、穴太、富田、額田、高畑、善法寺、法界寺、以上10ヶ村と、東西合せて24ヶ村からなっていた。
また、当社は昔、神功皇后が新羅へご出発の時、神々をこの神庭に集め幸をお祈りになったという霊験著しい古社である。かくして朝廷の御崇敬も一方ならず、天文8年（1539年）4月、後奈良天皇の勅願所と定められ、東椋橋荘を社領として加えられた。
又、武門の崇敬もとり分けて深く、明徳2年（1391年）7月、藤原秀安は金鼓を寄進し、天正年間（1573年 - 1593年）、池田筑後守は嫡子多聞丸誕生のため、武運長久を祈り獅子頭を寄進した。獅子頭は社宝となっている。尚、その他の社宝には元和6年（1620年）9月天下一長久作の神鏡がある。
往時には社家が多く社家町をなし、今も付近にその遺跡を存する。世の推移に従い氏地の中には別の祠を建て産土神として祀るところも出て来て、加えて戦国時代には付近一帯に兵乱が続き、社前も次第に衰退し、天正7年（1579年）の織田信長による荒木村重討伐（有岡城の戦い）の兵火により、社殿、宝物、古文書等、ほとんどを焼失した。
天正9年（1581年）に仮殿にて神霊を鎮座し、慶長4年（1599年）6月14日、社殿を再建したが、旧時の如くに復することが出来ず、天正の頃まで氏地であった東長嶋も別に祠を建て、氏地は庄本、戸の内、高田、神崎の4ヶ村となり、その後、又、高田、神崎、戸の内も一村限りの祠を建て氏地は今の如くになった。
1916年（大正5年）8月、常夜灯の倒壊によって火災を起こし、本殿、拝殿が焼失した。現在の社殿は、その後1917年（大正6年）4月に再建されたものである。

### その他
かつては、牛頭天王社とも呼ばれ、神田八坂神社（大阪府池田市神田）、利倉春日神社（大阪府豊中市利倉）とともに豊島三大牛頭天王と呼ばれていた。
又、鎌倉時代、当地椋橋荘は後鳥羽上皇の寵姫亀菊（後の伊賀局）の所領地で、幕府地領との間で紛争を生じ、承久3年（1221年）に起こった承久の乱の発端の場所として知られている。
近年では、当神社の神使（神の使い）が鯉である事から、広島東洋カープのファンが必勝祈願に訪れる事がある。

## 伝説・伝承

### 椋橋総社と鯉

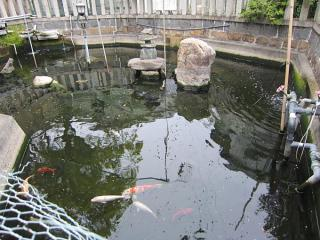
鯉池

その他、当神社には鯉伝説がある。当社伝記に「遠き神代の昔、素戔嗚之尊が高天原から鯉に乗り神崎の水門を経て当地に来られた」とあり又、里人伝説に昔行基菩薩がこの地に留まりし折、猪名川（現・旧猪名川）に板橋をかけて村人の便に供しようとしたが、流れが速くなかなか成功しなかった。そこで当社の神に祈ったところどこからともなく数多くの鯉が集まり、並んで魚橋を作ってくれたので無事、架橋工事を終えることができた、以後行基は村人に鯉をとったり、食べることを禁じた」とあり村人は昔から鯉を氏神のお使いであるといって食べず、得た鯉はこの鯉池に放し死んだ鯉は拝殿前の鯉塚に埋めた。

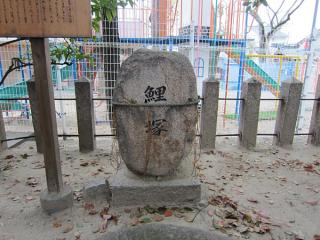
鯉塚

又、旧猪名川を挟み向かい側にある治田寺（兵庫県尼崎市戸ノ内町）も伝承があり戸ノ内の鯉伝説が伝わる。「天平年間（約1250年前）、僧行基さまが諸国を巡錫され、治田寺（じでんじ）に参籠するため対岸の庄本まで来られた時、折悪しく洪水のため旧猪名川にかけられていた橋が流されました。すると川の向こうから鯉が群れをなして集まり、その銀鱗で川の色が変わるほどでした。行基さまは鯉の背に乗って川を渡り（鯉が橋となったため）、無事、治田寺に参籠することができました。村人たちはこの光景に驚き、鯉を崇め、それ以降、川の上下18丁（約2000m）では鯉を食べたり、殺したりしなくなったと言うことです。」（治田寺文書、要旨） 
又、当神社で行われる秋の例大祭では、氏子中の法被に鯉が描かれたものが見られる。
元々、氏子地区であった現在の尼崎市東部（西椋橋荘）には、素盞嗚尊（スサノオ）を主祭神とする素盞嗚神社、須佐男神社が数社あり、各社で太鼓台の彫物や社殿内に奉納されている絵馬などに鯉が幾つか見られ、かつて氏子離れした西椋橋荘、現在の尼崎市東部でも各地区で鯉伝説は継承されている。

### 椋橋城の推定地説
椋橋城の推定地は「日本城郭大系」によると、旧猪名川を東西に分立して、東椋橋庄、椋橋総社（大阪府豊中市庄本町）付近とする説と、西椋橋庄、治田寺（兵庫県尼崎市戸ノ内町）付近とする説がある。
椋橋城の文献上の初見は、文明2年（1470年）であるが、椋橋城は応仁年間以前に既に存在していたらしく、平安時代、多田源氏四十八砦の一つといわれている。応仁の乱の応仁2年（1468年）に西軍、山名宗全方の大内政弘が東軍、細川勝元側を椋橋に攻めている。次いで椋橋城の名は「細川両家記」などに見られ、さらに「信長公記」でも天正6年（1578年）、織田信長による荒木村重討伐の折に織田軍の池田勝三郎（恒興）、勝九郎（元助）、幸新（輝政）父子が築かれた砦の一つに入ったとされる記録があり、椋橋城の名が確認されているが、椋橋総社、治田寺ともに椋橋城があったとされる遺構は無く、推定地が、城跡として確定に繋がる資料も極めて曖昧で少ない。

## 祭神
- 主祭神 - 素戔嗚之尊（牛頭天王）、神功皇后

## 境内
- 本殿 - 1917年（大正6年）4月再建。
- 拝殿 - 1917年（大正6年）4月再建。
- 出世亀菊天満宮 - 祭神：菅原道真。鎌倉時代時の帝、後鳥羽上皇御信仰の寵姫亀菊の信仰厚かった天満宮をこの地に勧請し、出世亀菊天満宮としてお祀りしている。
- 恵比須神社 - 祭神：事代主尊
- 三社神社 -  祭神：住吉大神、春日大神、愛宕山大権現
- 稲荷社 - 祭神：倉稲魂命
- 鯉塚 - 大神がお乗りになった鯉がこの地まで来て力尽きて死んだ、ということで作られた。
- 社務所
- 縁結びの木 - 境内にはクスノキとクロガネモチの合体した御神木があり、縁結び、夫婦円満の木として親しまれている。

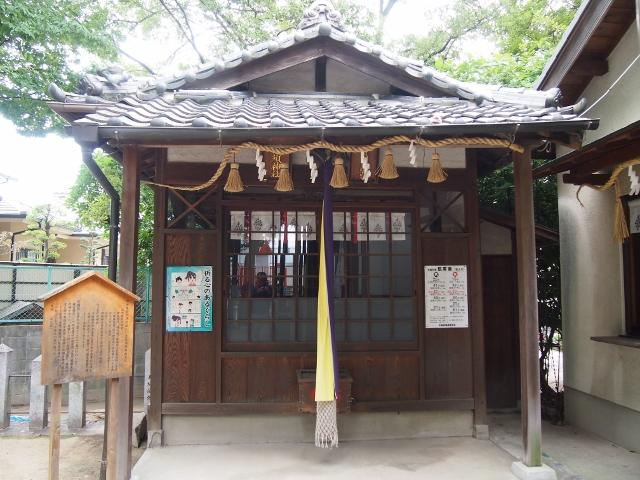
出世亀菊天満宮・恵比寿神社

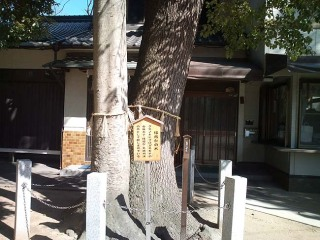
縁結びの木

- 鯉池
- 庄本幼稚園

### 境外
- 鳥居 - 鳥居は境内より南へ200m離れた道路上にあり、鳥居から境内までのこの参道は「馬場先」と言われている。現在の鳥居は1996年（平成8年）9月に再建されたもので、旧鳥居は1995年（平成7年）の阪神・淡路大震災により倒壊した。境内には倒壊した旧鳥居の一部が残されている。尚、往時には鯉池に架かる橋の前に、二之鳥居が建っていたとされる。

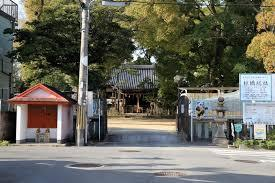
二之鳥居が建っていたとされる橋の前（境内入り口）

- 椋橋神社御旅所 - 境内から南へ約500m離れた場所に椋橋神社（総社）御旅所がある。（大阪府豊中市庄本町3丁目7）

## 主な祭礼
- 歳旦祭 ：1月1日
- 恵比寿祭（庄本ゑびす）：1月9・10・11日
- 春祭 ：4月14日
- 夏祭 ：7月14日
- 例祭（秋季大祭） ：10月13・14日

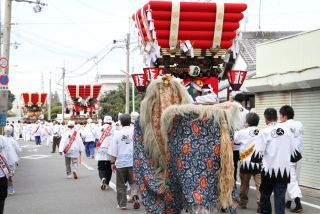
秋季大祭のふとん太鼓巡行

氏子地区（庄本町）の宮之町、仲之町、南之町・嶋之町の3基のふとん太鼓が地区内を巡行、夜は参道を勇壮に担ぎ練り、宮入する。（本祭の夜のみ布団屋根を梵天に外し替え、梵天太鼓に替える）境内は露店も出店し、普段は静かな住宅地に佇む神社だが、宵宮（10月13日）と本祭（10月14日）の夜は毎年、賑わいをみせている。
少なくとも約200年前から続く伝統がある祭と思われ、仲之町の太鼓台の太鼓の張替えの際に、胴の中に享和年間（1803年）の年号（張替え、及び改修時の）が確認され、文化年間（1804年〜1818年）の記録に太鼓台に関する記述がある事から、18世紀後半から19世紀初め頃には、太鼓台を出して椋橋総社の秋祭りを行なっていたと考えられている。

## 付属施設
- 学校法人椋橋学園 − 庄本幼稚園

## 交通
- 阪急神戸本線神崎川駅西口下車、北西へ徒歩約22分
- 阪急宝塚本線庄内駅西口下車、南西へ徒歩約28分
- 阪急バス「庄本」停留所下車、西へ徒歩約4分
  - 11系統〔梅田 - 十三 - 庄本 - 上津島〕(2023年11月5日廃止)
  - 21系統〔江坂駅前 -庄内駅前- 庄本 - 上津島 - 江坂駅前〕
  - 22系統〔江坂駅前 - 上津島 - 庄本 - 庄内駅前 - 江坂駅前〕
  - 24系統〔江坂駅前 - 庄内駅前 - 庄本 - 上津島 - 園田駅前〕
- 阪神バス地域線（尼崎市内線）「戸ノ内町2丁目」停留所下車、東へ徒歩約11分
  - 21/21-2番〔戸ノ内-阪急塚口〕
  - 23番〔戸ノ内-阪急園田〕